# Монтелло (містечко, Вісконсин)
Монтелло (англ. Montello) — місто (англ. town) в США, в окрузі Маркетт штату Вісконсин. Населення — 1132 особи (2020).

## Демографія
Згідно з переписом 2010 року, у місті мешкали 1033 особи в 453 домогосподарствах у складі 309 родин. Було 796 помешкань
Расовий склад населення:
| - 97,4 % — білих - 1,0 % — корінних американців - 0,2 % — чорних або афроамериканців - 0,2 % — азіатів |

До двох чи більше рас належало 1,0 %. Частка іспаномовних становила 1,4 % від усіх жителів.
За віковим діапазоном населення розподілялося таким чином: 17,8 % — особи молодші 18 років, 58,7 % — особи у віці 18—64 років, 23,5 % — особи у віці 65 років та старші. Медіана віку мешканця становила 50,8 року. На 100 осіб жіночої статі у місті припадало 107,8 чоловіків;  на 100 жінок у віці від 18 років та старших — 109,1 чоловіків також старших 18 років.
Середній дохід на одне домашнє господарство  становив 56 242 долари США (медіана — 50 179), а середній дохід на одну сім'ю — 60 764 долари (медіана — 55 645). Медіана доходів становила 38 125 доларів для чоловіків та 36 250 доларів для жінок. За межею бідності перебувало 12,9 % осіб, у тому числі 11,5 % дітей у віці до 18 років та 8,5 % осіб у віці 65 років та старших.
Цивільне працевлаштоване населення становило 564 особи. Основні галузі зайнятості: виробництво — 30,1 %, освіта, охорона здоров'я та соціальна допомога — 16,8 %, транспорт — 8,3 %, роздрібна торгівля — 8,2 %.